# 保罗·潘勒韦广场

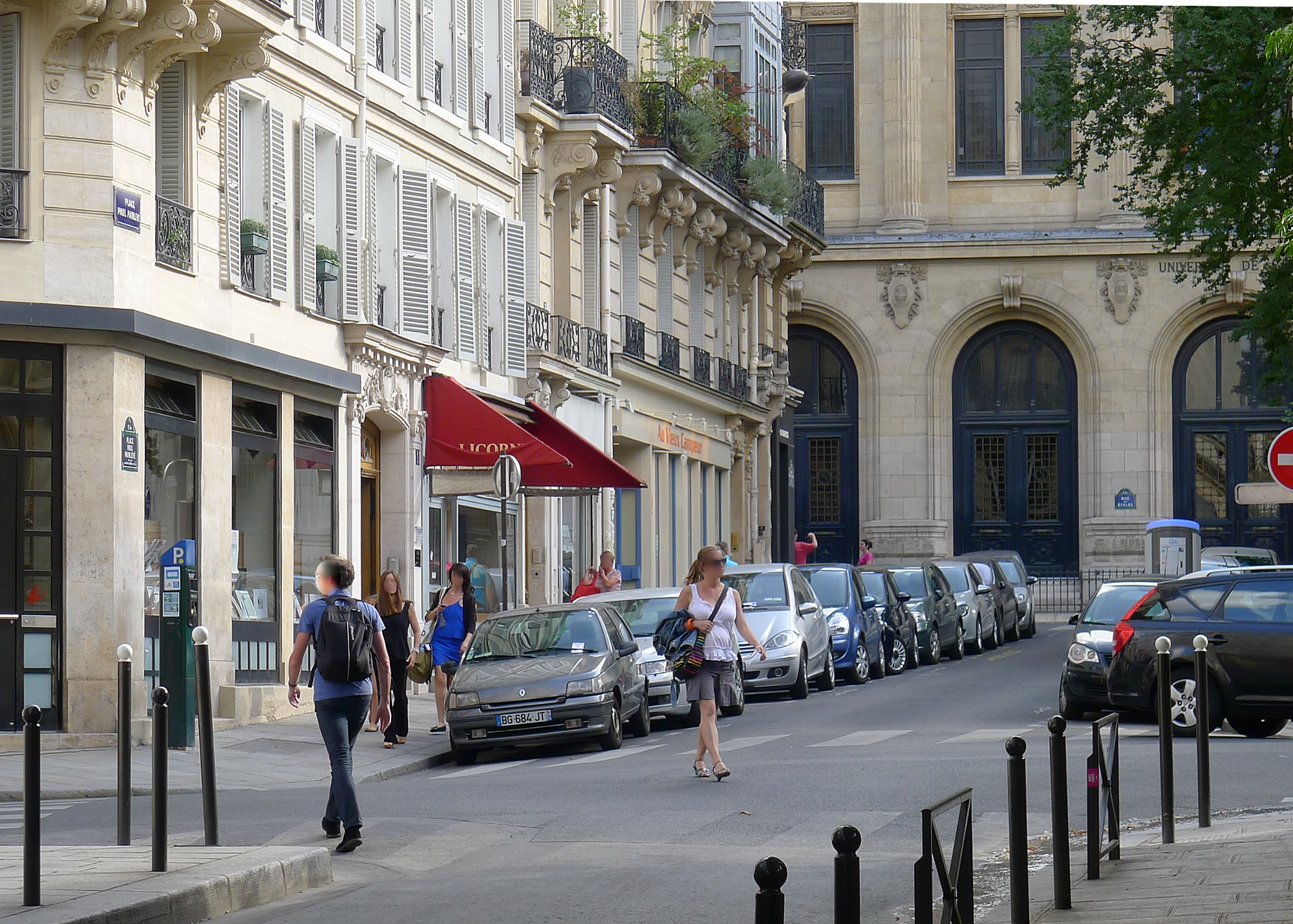

保罗·潘勒韦广场（Place Paul-Painlevé）是巴黎第五区的一个广场。学校路（Rue des Écoles）、索默拉尔路（Rue du Sommerard）、克吕尼路（rue de Cluny）、及索邦路（rue de la Sorbonne）交汇于此。

## 交通
保罗·潘勒韦广场附近的地铁站是莫贝-医保互助会站（Maubert - Mutualité，10号线）。

## 名称
广场得名于数学家、政治家和法兰西第三共和国总理保罗·潘勒韦 (1863-1933)。

## 历史
广场于1855年8月11日决定开辟，1934年1月15日改为现名。

## 建筑
- 保罗·兰多斯基的蒙田雕像（1934年）
- 国立中世纪博物馆
- 索邦大学入口